# Dolcinisté
Dolcinisté (někdy také Dolciňané nebo Dolcinité) bylo křesťanské náboženské hnutí pozdního středověku, mezi jehož stoupence patří zejména jeho zakladatel Fra Dolcino z Novary a další apoštolové. Dolcinisté byli inspirováni františkánskými ideály (patříli mezi tzv. spirituální františkány), byli však také ovlivněni joachimismem, katolickou církví byli ovšem považováni za kacíře. Jejich název pochází od Fra Dolcina (asi 1250–1307), který byl papežem Klementem V. odsouzen k smrti za kacířství.

## Dějiny

### Původ hnutí

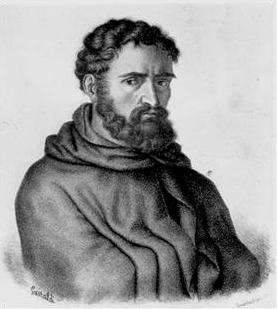
Fra Dolcino, zakladatel hnutí

Hnutí vzniklo kolem roku 1300, kdy Gherardo Segarelli, zakladatel Apoštolského řádu, který byl inspirován chudobou, putováním, pokáním, odmítnutím stabilní hierarchicky uspořádané organizace. Kvůli svému přesvědčení byl zaživa upálen v Parmě během brutálního zásahu proti Apoštolům a jeho následovníci uprchli, aby si zachránili život. Fra Dolcino se připojil k apoštolskému hnutí v letech 1288 až 1292 a poté se stal jejich vůdcem. V době svého působení v hnutí zveřejnil první ze svých dopisů, ve kterých vysvětloval myšlenky týkající se historických etap, jež byly založeny na teoriích italského mystika Jáchyma z Fiore.

### Znovusjednocení s apoštoly
Dolcino na začátku roku 1303 znovusjednotil celé apoštolské hnutí poblíž Gardského jezera, kde se setkal s se svou budoucí družkou Margaretou z Trentu, která se stala až do jeho smrti jeho milenkou či duchovní sestrou. V té době také napsal druhý dopis apoštolům. Začátkem roku 1304 byli inkvizicí zaživa upáleni tři Dolcinisté, Margareta proto přesvědčila Dolcina, aby přivedl komunitu na západ od údolí Valsesie, údolí poblíž jeho rodné Novary. Na konci roku 1304 byl již Dolcino pronásledován katolickou armádou. Hnutí společně s ním přežilo u hory Parete Calva, v opevnění Piano dei Gazzari, kde zůstalo již pouze 1400 jeho stoupenců.

### Konec
Margherita i Dolcino byli nakonec oba zajati, brutálně mučeni a upáleni na hranici, ona v Bielle, on ve Vercelli.

## Teorie
Mezi hlavní koncepty Dolcinistů se řadí zejména:
- odstranění církevní hierarchie a návrat církve k původním ideálům pokory a chudoby
- odstranění feudálního uspořádání
- osvobození člověka od všech omezení a moci
- vytvoření rovnostářské společnosti, která bude založena na vzájemné pomoci a respektu (důraz byl kladen na společné vlastnictví a respekt k rovnosti pohlaví)

Fra Dolcino se ve svých dopisech inspiroval milenialistickými a apokalyptickými teoriemi mystika Jáchyma da Fiore. Ten rozděloval dějiny lidstva do čtyř období:
- období Starého zákona
- období Ježíše Krista a dvanácti apoštolů, to bylo charakterizováno cudností a chudobou
- období císaře Konstantina a papeže Silvestra I., jež charakterizoval úpadek církve způsobený ambicemi a nadměrným bohatstvím
- Období apoštolů, vedené Segalellim a Dolcinem, charakterizované chudobou, cudností a absencí vlády.

Ve svém prvním dopise Fra Dolcino podal svůj výklad sedmi andělů a sedmi církví novozákonního Zjevení Janova:
- Andělem z Efezu byl svatý Benedict a jeho kostel představoval mnišský řád
- Andělem z Pergamu byl papež Silvestr I. a jeho církví byla duchovní církví
- Andělem ze Sardis byl svatý František a jeho církví byli Menší bratři (Františkáni)
- Andělem z Laodiceje byl svatý Dominik a jeho církví byl Řád bratří kazatelů
- Andělem Smyrny byl Gerard z Parmy a jeho církví bylo Apoštolské hnutí (Apostolici)
- Andělem Thyatiry byl Fra Dolcino a jeho církví bylo Dolciniáni
- Anděl z Philadelphie by byl novým svatým papežem a poslední tři kostely by byly novým kostelem těchto nových dnů .

Po smrti Bonifáce VIII . vylásil Dolcino program čtyř papežů:
- Celestine V
- Bonifác VIII: na něj a na krále jihu by padla zkáza
- Bonifácův nástupce: na něj a na kardinály by padla zkáza
- nový svatý papež

Tím byl nástup „nového svatého papeže“ odložen na druhého papeže po smrti Bonifáce VIII. Dolcino se ve svých dopisech nikdy nenavrhl jako nového papeže, i když to bylo jedno z obvinění vznesených proti němu inkvizicí.

## Zajímavosti
Bojový pokřik pœnitentiam ágite (čiňte pokání) jim byl připisován v románu Jméno růže od Umberta Eca. Postava Salvatoreho (Ron Perlman), který z kláštera uprchne, byla inspirována Fra Dolcinem.